# World Table Hockey Association
WTHA (World Table Hockey Association) Международная Неправительственная Некоммерческая Организация, занимающаяся проведением Турниров по настольному хоккею.

## История организации
В начале 90х годов XX века группа энтузиастов в Швеции задумалась над проведением Международных Турниров по настольному хоккею. Было три варианта философии данного спорта: все механические симуляторы хоккея – это настольный хоккей, настольный хоккей – это только шведская стига и то, что Турниры надо проводить по ограниченному разнообразию видов с выявлением Абсолютного Чемпиона.
В 1992м году единый источник распался: первые пошли искать свои пути, вторые создали – ITHF (International Table Hockey Federation), а третьи - WTHA (World Table Hockey Association).
В настоящее время WTHA использует классификацию настольного хоккея приведенную ниже: 

Современные хоккейные симуляторы – настольные имитаторы игры в хоккей. По Классической классификации Международной Неправительственной Некоммерческой Организации WTHA, которая проводит Чемпионаты Мира и Европы хоккейные симуляторы делятся на 4 класса:
1. Игры Полной Свободы – без рычагов управления и направляющих движения
1.1. BTH - бильярд - хоккей
1.2. AIR – айрхоккей разных производителей
2. Игры Неполной Свободы – с рычагами управления и (или) с направляющими движения
2.1. ROD – игры с рычагами управления
2.2. ETH – флипперы итд.
Классификация называется Классической т. к. предполагает, помимо спортивных ниш разных производителей, ось данного спорта - Абсолютный разряд.
  В Чемпионатах Мира и Европы WTHA – ITHF участвуют  от 12 до 20 стран с разных континентов. — Лазарев-Парголовский В. Занимательная История Настольго Хоккея. Спб, ФиЦ ,2012 ISBN 978-5-600-00063-6

## Статус и Руководство
В 2006 году WTHA зарегистрирована на территории ЕС, как Международная Неправительственная Некоммерческая Организация. Руководство осуществляет Выборный Президиум и Сессия Участников от всех стран. В Президиум на четыре года избираются три должностных лица, но все они должны быть из разных стран. Президиум 2012 – 2016: Президент – Якуб Хасил (Чехия), Орг. Директор – Стэн Свенссон (Швеция), Казначей – В.Лазарев-Парголовский (Россия). Руководители по направлениям : ROD Дивизион - Микаэль Эклунд (Швеция),AIR Дивизион - Кристина Казацкая (Россия), BTH Дивизион - Мартин Кучера (Чехия)
Юридический адрес WTHA:
Přechodní 7/1519
140 00, PRAHA 4 - Krč
Czech Republic
Identification number	714 59 227
Контактная информация
Jakub Hasil - WTHA
Skupy St. 2432/200
434 01 MOST
Czech Republic

## Чемпионаты Мира WTHA (место проведения)
1й, 2004 – Чехия.
2й, 2008 – Чехия.
3й, 2012 – Польша.
4й , 2016 - Чехия.
Абсолютные Чемпионы Мира WTHA(AIR,BTH,ROD). Командный разряд
| Год  | Золото | Серебро  | Бронза |
| ---- | ------ | -------- | ------ |
| 2008 | Чехия  | Швеция   | Россия |
| 2012 | Чехия  | Швеция   | Польша |
| 2016 | Чехия  | Словакия | Швеция |

Абсолютные Чемпионы Мира WTHA(AIR,BTH,ROD). Общий разряд
| Год  | Золото        | Серебро       | Бронза          |
| ---- | ------------- | ------------- | --------------- |
| 2008 | Петр Хонса    | Мартин Кучера | Милослав Мах    |
| 2012 | Мартин Кучера | Петр Хонса    | Либор Предешли  |
| 2016 | Мартин Кучера | Патрик Юхелка | Яромир Прохазка |

Абсолютные Чемпионы Мира WTHA (AIR,BTH,ROD). Женский разряд
| Год  | Золото           | Серебро             | Бронза            |
| ---- | ---------------- | ------------------- | ----------------- |
| 2008 | Никола Вилебова  | Магдалена Зауана    | Люси Ванова       |
| 2012 | Никола Вилебова  | Марсела Кабрдова    | Дениза Андрискова |
| 2016 | Марсела Кабрдова | Катерина Долежалова | Петра Зайчикова   |

Абсолютные Чемпионы Мира WTHA (AIR,BTH,ROD). Юниорский разряд
| Год  | Золото         | Серебро          | Бронза              |
| ---- | -------------- | ---------------- | ------------------- |
| 2008 | Томас Флейшман | Богдан Михалишин | Патрик Кристианссон |
| 2012 | Патрик Юхелка  | Яромир Прохазка  | Лукаш Прохазка      |
| 2016 | Ян Пеккала     | Лукаш Долежал    | Симон Кана          |

Женский настольный хоккей, Юниорский настольный хоккей

## Чемпионаты Европы WTHA (место проведения)
1й,1992 – Чехословакия.
2й, 1993 – Польша.
3й,1994 – Швеция.
4й, 1995 – Словакия.
5й,1996 – Дания.
6й, 1997 – Венгрия.
7й,1998 – Великобритания.
8й,1999 – Швеция.
9й,2000 – Германия.
10й,2001 – Дания.
11й,2002 – Швеция.
12й,2003 – Швеция.
13й,2005 – Швеция.
14й,2006 – Польша.
15й,2007 – Германия.
16й,2009 – Польша.
17й, 2010 – Словакия.
18й,2011 - Россия.
19й,2014 - Польша.
20й ,2018 - Словакия.
21й ,2022 - Чехия.
Чемпионы Европы (AIR). Командный разряд
| Год  | Золото    | Серебро   | Бронза   |
| ---- | --------- | --------- | -------- |
| 2006 | Каталония | Чехия     |          |
| 2007 | Россия    | Каталония | Испания  |
| 2008 | Чехия     | Швеция    | Украина  |
| 2009 | Россия    | Чехия     | Швеция   |
| 2010 | Россия    | Чехия     | Польша   |
| 2011 | Чехия     | Россия    | Швеция   |
| 2012 | Чехия     | Россия    | Польша   |
| 2014 | Чехия     | Польша    | Словакия |
| 2018 | Чехия     | Словакия  | Россия   |
| 2022 | Польша    | Чехия     | Украина  |

## Взаимоотношения с ITHF
За три десятилетия деятельности WTHA и ITHF на благо настольного хоккея, неоднократно то пробуждался, то затихал интерес к совместным мероприятиям в одном месте, в одно время, под двумя эгидами. Вероятно, это дело будущего.

## Интеллектуальная собственность (IP). Вопросы
Несмотря на регистрацию в Европе WTHA в 2006 году, шесть лет спустя в США, округ Колумбия, город Вашингтон получила официальный статус некоммерческая организация World Table Hockey Association, International Inc c похожими целями и задачами, распространяя свою эгиду на США и Канаду. Правда, пока американская WTHA не провела ни одного Турнира, но остается непонятным как будут сосуществовать два международных бренда под одинаковым наименованием: будет ли это конфликтная ситуация, или сотрудничество с выходом на новый уровень ? Время покажет.

## Турниры в России
Победители ежегодных BTH Russia Open (WTHA)
| Год  | Мужчины           | Женщины          | Юниоры              |
| ---- | ----------------- | ---------------- | ------------------- |
| 2005 | Якуб Хасил        | Алексия Белавина | Алексия Белавина    |
| 2006 | Далибор Предешли  | Ирина Белавина   | Александр Березкин  |
| 2007 | Мартин Кучера     | Ирина Белавина   | Артем Юмашев        |
| 2008 | Милан Мах         | Ирина Белавина   | Александр Коченов   |
| 2009 | Марек Фурх        | Ирина Белавина   | Константин Семенюта |
| 2010 | Милан Мах         | Ирина Белавина   | Максим Иванов       |
| 2012 | Роберт Тихелка    | Ирина Белавина   | Даниил Шмелев       |
| 2013 | Юри Накладал      | Ирина Белавина   | Коля Иванов         |
| 2014 | Вит Боначек       | Ирина Белавина   | Павел Немудров      |
| 2015 | Михал Юстра       | Ирина Белавина   | Томаш Сикора        |
| 2016 | Михал Юстра       | Ксения Обоева    | Павел Немудров      |
| 2017 | Мирослав Скорпик  | Ирина Белавина   | Даниил Титов        |
| 2018 | Петр Хонса        | Ксения Обоева    | Ян Матушчин         |
| 2019 | Петр Хонса        | Ирина Белавина   | Даниил Шлык         |
| 2021 | Даниил Титов      | Влада Николаева  | Даниил Титов        |
| 2022 | Сергей Заболотный | Светлана Петрик  | Даниил Титов        |
| 2023 | Роман Томашполь   | Ирина Белавина   | Анастасия Вершинина |
| 2024 | Даниил Титов      | Мария Тесленко   | Даниил Титов        |
| 2025 | Даниил Титов      | Мария Тесленко   | Мария Тесленко      |

Победители ежегодных AIR Russia Open (WTHA)
| Год  | Мужчины               | Женщины           | Юниоры               |
| ---- | --------------------- | ----------------- | -------------------- |
| 2006 | Мауро Стурлезе Гуэрро | Алексия Белавина  | Андрей Воскобойников |
| 2007 | Дмитрий Бутырев       | Кристина Казацкая | Влад Пахмутов        |
| 2008 | Антон Козыходжаев     | Кристина Казацкая | Антон Козыходжаев    |
| 2009 | Дмитрий Бутырев       | Кристина Казацкая | Никита Гневашев      |
| 2010 | Сергей Хомченков      | Кристина Казацкая | Максим Супруненко    |
| 2012 | Герман Варгин         | Кристина Казацкая | Александр Высоцкий   |
| 2013 | Герман Варгин         | Кристина Казацкая | Григорий Джиоев      |
| 2014 | Денис Минияров        | Кристина Казацкая | Лев Степанов         |
| 2015 | Максим Супруненко     | Кристина Казацкая | Коля Иванов          |
| 2016 | Дмитрий Павлов        | Кристина Казацкая | Лев Степанов         |
| 2017 | Якуб Хасил            | Надежда Захарова  | Лев Степанов         |
| 2018 | Максим Супруненко     | Надежда Захарова  | Григорий Захаров     |
| 2019 | Евгений Волков        | Надежда Захарова  | Ярослав Коренков     |
| 2021 | Руслан Пасечник       | Надежда Пасечник  | Григорий Захаров     |
| 2022 | Руслан Пасечник       | Надежда Пасечник  | Ярослав Коренков     |
| 2023 | Руслан Пасечник       | Надежда Пасечник  | Анастасия Вершинина  |
| 2024 | Дмитрий Бутырев       | Надежда Пасечник  | Влад Беляев          |
| 2025 | Андрей Эскин          | Надежда Пасечник  | Влад Беляев          |

Победители ежегодных ROD Турниров: Чемпионат Северо- Запада, Кубок Северо - Запада (ITHF/WTHA)
| Год  | Чемпионат СЗ                        | Юниорский ЧСЗ        | Кубок Северо- Запада | Финалист             |
| ---- | ----------------------------------- | -------------------- | -------------------- | -------------------- |
| 2001 | Алексей Титов                       | Руслан Катульский    | Сергей Гришин        | Михаил Марголис      |
| 2002 | Михаил Мартынов                     | Александр Березкин   | Александр Скобеев    | Алексей Титов        |
| 2003 | Михаил Мартынов                     | Андрей Воскобойников | Михаил Мартынов      | Алексей Чернов       |
| 2004 | Виталий Скоробогатов                | Александр Березкин   | Иван Захаров         | Алексей Шастов       |
| 2005 | Алексей Титов                       | Андрей Воскобойников | Алексей Захаров      | Алексей Титов        |
| 2006 | Алексия Белавина/Александр Березкин | Руслан Катульский    | Антон Киселев        | Андрей Воскобойников |
| 2007 | Алексия Белавина                    | Антон Легков         | Андрей Воскобойников | Павел Шадрин         |
| 2008 | Андрей Воскобойников                | Антон Легков         | Антон Киселев        | Алексей Титов        |
| 2009 | Андрей Воскобойников                | Антон Легков         | Янис Галузо          | Дмитрий Кошман       |
| 2010 | Олег Дмитриченко                    | Олег Дмитриченко     | Янис Галузо          | Андрей Воскобойников |
| 2011 | Олег Дмитриченко                    | Олег Дмитриченко     | Олег Дмитриченко     | Максим Борисов       |
| 2012 | Андрей Воскобойников                | Максим Борисов       | Максим Борисов       | Антон Легков         |
| 2013 | Олег Ортинов                        | Герман Фокин         | Максим Борисов       | Дмитрий Белавин      |
| 2014 | Дмитрий Белавин                     | Дмитрий Малыгин      | Максим Борисов       | Михаил Шашков        |
| 2015 | Дмитрий Малыгин                     | Дмитрий Малыгин      | Дмитрий Малыгин      | Антон Киселёв        |
| 2016 | Никита Жолобов                      | Никита Жолобов       | Никита Жолобов       | Елена Никитина       |
| 2017 | Никита Павлов                       | Артём Блинов         | Алекс Бёрн           | Артём Блинов         |
| 2018 | Олег Ортинов                        | Дарья Обухова        | Алекс Бёрн           | Никита Павлов        |
| 2019 | Александр Корощенко                 | Александр Корощенко  | Олег Ортинов         | Руслан Камалов       |
| 2020 | Никита Павлов                       | Никита Павлов        | -                    | -                    |
| 2021 | Никита Павлов                       | Семен Битюков        | Никита Павлов        | Елена Никитина       |
| 2022 | Илья Соколов                        | Илья Соколов         |                      |                      |
| 2023 | Дарья Обухова                       | Анастасия Вершинина  |                      |                      |
| 2024 | Ирина Белавина                      | Сергей Любезников    |                      |                      |

## Фотоальбомы
3й Чемпионат Мира WTHA 2012 (Водзислав, Польша)
2й Чемпионат Мира WTHA 2008 (Мост, Чехия)
1й Чемпионат Мира WTHA 2004 (Острава, Чехия)